# Lakhnaú
Lakhnaú (anglicky Lucknow, v hindštině लखनऊ, v jazyce urdu لکھنؤ) je hlavní město indického státu Uttarpradéš, také přezdívané město navábů či Zlaté město Východu. Má asi 2,8 milionu obyvatel, nachází se v nadmořské výšce 123 metrů a má rozlohu 2528 km2. Charakteristickým rysem města jsou krásné zahrady.
Přes Lakhnaú protéká Gómatí, levý přítok Gangy.

## Partnerská města
- Brisbane, Austrálie
- Montreal, Kanada